# 塞拉耶佛圍城戰役
塞拉耶佛圍城戰是波斯尼亞戰爭的一部分，是現代戰爭史上最長的圍城戰役。波斯尼亞與赫塞哥維納首都塞拉耶佛從1992年4月5日至1996年2月29日遭到南斯拉夫人民軍與塞族共和國軍圍困，共计1,425天。塞拉耶佛圍城戰役時間超過史達林格勒戰役三倍，比列寧格勒圍城戰還要長一年之久。
波斯尼亞與赫塞哥維納宣布從南斯拉夫獨立後，波斯尼亞的塞尔维亚人计划独立建立一個塞族人的波斯尼亚塞族共和國，因此派遣13,000名部隊駐紮在萨拉热窝附近的山区进行围城。塞族军队使用炮击、坦克與步槍对市区进行攻击，并于1992年5月2日开始进行围城。城内保卫政府的波斯尼亚和黑塞哥维那共和国军共有70,000人，他们武器匮乏，無法突破重圍。
13,952人在塞拉耶佛圍城期間被殺害，包括6,137名政府军士兵，5,434名平民。塞族軍隊有2,241名士兵喪生。 1991年人口普查顯示塞拉耶佛及其周邊地區有525,980人。围城前市區人口為435,000人，目前塞拉耶佛人口约在30萬至38萬人之間。
戰爭結束後，前南斯拉夫问题国际刑事法庭判處前南斯拉夫官員犯下反人類罪。斯坦尼斯拉夫·加利奇與德拉戈米爾·米洛舍維奇分別被判處無期徒刑與29年有期徒刑，莫姆契洛·佩里希奇被判處27年有期徒刑，在上诉后于2013年2月释放。时任塞族共和国总统的拉多万·卡拉季奇受到的11项指控中亦包括该次围城的罪责。

## 背景
南斯拉夫政府自成立时起，便严密防范国内诸多种族和宗教团体中的民族主义情绪，因为这将导致社会动荡与南斯拉夫的解体。1980年铁托逝世后，对民族主义的抑制政策大幅减轻。1980年代科索沃暴力冲突的爆发使南斯拉夫国内的民族主义情绪高涨。塞尔维亚人希望建立塞尔维亚主导的中央集权的南斯拉夫，而其他民族则希望国家的去集权化。
1990年11月18日，波斯尼亚和黑塞哥维那举行了首次多党制议会选举，选举结果为三个不同种族主导的党派组成的松散联盟将共产党的势力逐出了议会。克罗地亚和斯洛文尼亚随后宣布独立，其后爆发了武装冲突。波斯尼亚和黑塞哥维那三大种族的政党联盟随后产生了分裂，塞尔维亚人一派期望继续保持南斯拉夫联邦，而波斯尼亚人和克罗地亚人则谋求独立。
1991年10月24日，主要来自塞族民主党的塞族议员离开了萨拉热窝的议会并成立了波黑塞尔维亚人大会，这标志着三大种族联盟执政的终结。1992年1月9日，该大会宣布成立波斯尼亚和黑塞哥维那塞尔维亚共和国，1992年8月更名为塞族共和国。
波斯尼亚人在1991年10月15日宣布波斯尼亚主权独立，并在1992年2月29日和3月1日举行两次独立公投。塞尔维亚人抵制了这两次公投，两次公投结果分别为63.4%以及99.7%赞成独立。波斯尼亚和黑塞哥维那宣布在1992年3月3日从南斯拉夫独立。随后波斯尼亚人和塞尔维亚人之间的紧张形势逐步升级为武装冲突，塞尔维亚准军事组织在1992年3月7日袭击了卡普利纳附近的波斯尼亚克罗地亚人村庄，3月15日波斯尼亚城镇波斯尼亚布罗德和戈拉日代亦遭遇了袭击，之后尼姆、布罗德和比耶利纳也相继遭受了塞尔维亚军队的炮击。

## 战争爆发

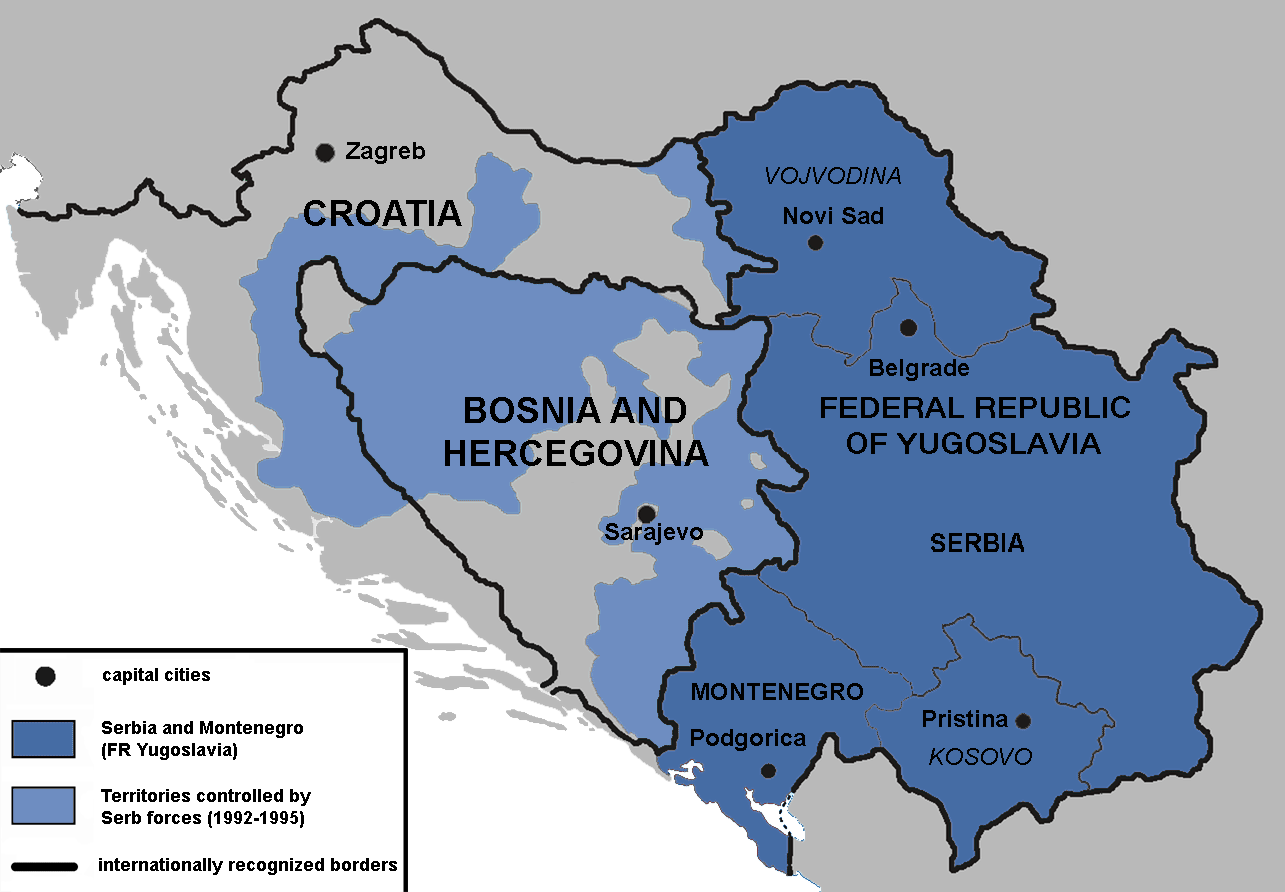
1992年7月的塞族武装控制区

1992年3月1日，萨拉热窝市中心一场塞尔维亚人的婚礼遭袭，新郎的父亲身亡。袭击者据称是穆斯林，其动因据称是宾客在婚礼一行人穿过巴什查尔希亚巴扎时高调地挥舞塞尔维亚旗帜。第二天塞族准军事武装在萨拉热窝国会大楼附近设置了街垒并部署了狙击手，随后众多的市民在狙击手前示威反对政变。1992年3月3日波斯尼亚和黑塞哥维那宣布从南斯拉夫独立后，塞族武装和波黑政府军便开始零星交火。
4月5日，塞族警察袭击了警察局和内务部训练学校，两名公职人员和一名平民在袭击中身亡。波黑总统在第二天宣布进入紧急状态，当天晚些时候塞族准军事武装再次包围了国会大楼，导致约5-10万的各族裔居民上街集会示威。当游行人群走向国会大楼时，军人开枪杀死了人群中的两名年轻女子（苏阿达·迪尔贝罗维奇和奥尔加·苏契奇），她们被视为围城战役中的第一批阵亡者。
4月6日，十二个欧共体成员国承认波黑独立，第二天美国承认波黑独立，波黑境内的武装冲突随后爆发。南斯拉夫人民军炮击了瓦莱斯的军校、有轨电车编组站和萨拉热窝老城区，并占领了萨拉热窝机场。波斯尼亚政府最初期望国际社会在承认波黑独立后派遣维和部队，但由于维和部队未能及时部署，并未阻止战争的爆发。
塞族武装和南斯拉夫人民军在装备和准备程度上均显著胜於波斯尼亚政府军。塞族军队和警察开始在波黑东部的塞族控制区清洗波斯尼亚族居民，当地塞族居民也时有参与。波斯尼亚克族居民的住房被系统性的洗劫并焚烧，波斯尼亚克族居民被殴打甚至被杀害。波斯尼亚克族男性被押送至监狱营区，女性则被收押至集中营中，营内的卫生条件极其恶劣，许多人被轮奸。根据幸存者的证词，塞族士兵和警察会从集中营挑选妇女带走并强奸。
4月22日，在国会大厦前的民众集会遭到枪击。4月底萨拉热窝围城的局面逐渐形成。

## 对市区进攻的结束
战争开始的几个月，萨拉热窝附近的南斯拉夫人民军开始机动至山区，火炮以及其他的一些重型武器在此时部署。阿利雅·伊泽特贝戈维奇领导的波斯尼亚政府在1992年4月要求南斯拉夫政府撤军，塞尔维亚总统米洛舍维奇同意撤出从波斯尼亚外入境的少量军队，而原南斯拉夫人民军内的塞尔维亚族士兵则被转至拉特科·姆拉迪奇将军领导的波斯尼亚塞族军中。

## 暴行

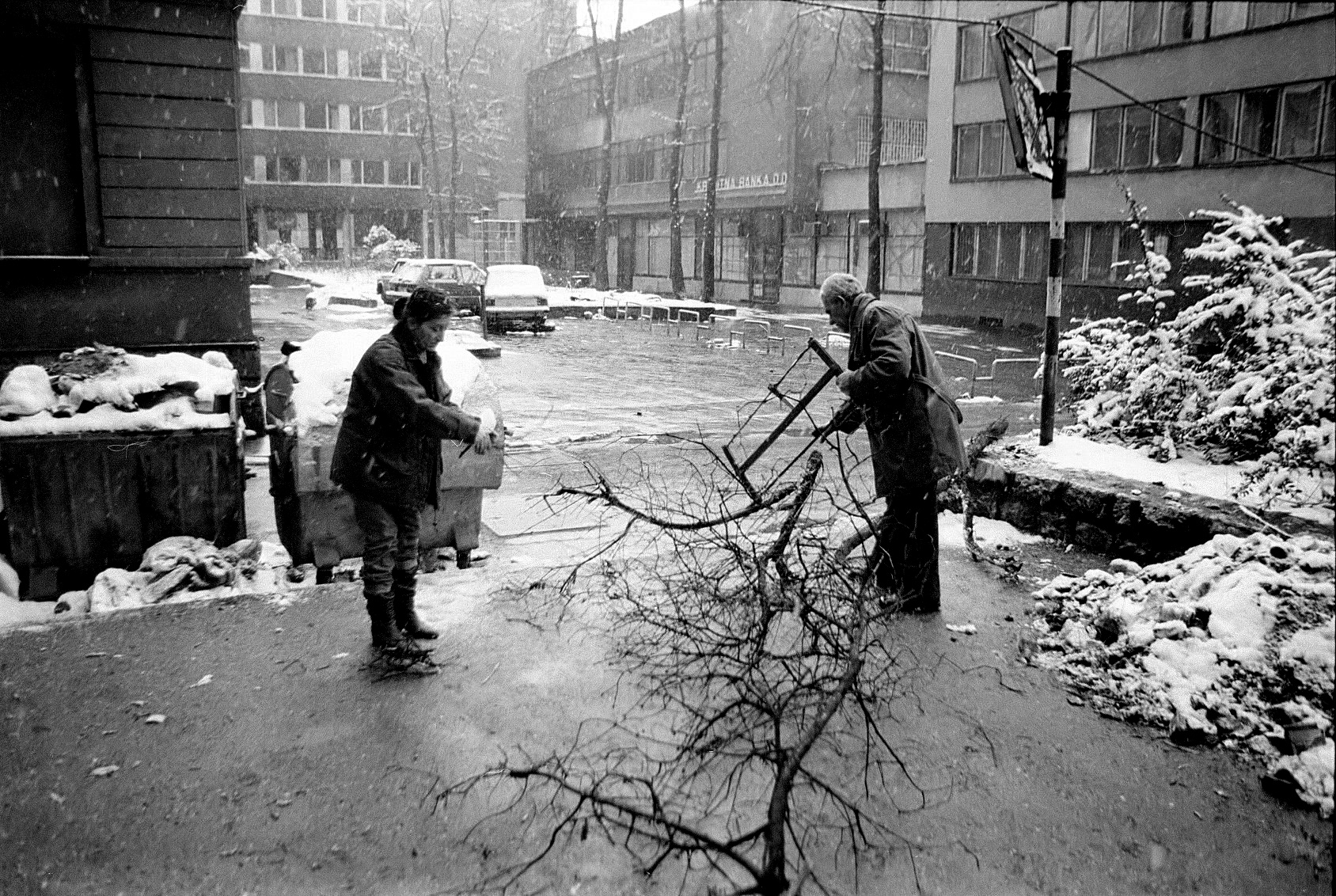
1993年冬季收集树木作为燃料的市民

对萨拉热窝的围城自1992年下半年至1993年上半年间达到高峰，大量的罪行在这一激烈作战的期间犯下。城外的塞尔维亚军队持续对政府守卫军进行炮击，城内的塞族军队则控制了大多数的军事要地以及武器供给。塞尔维亚人同时在城内安排了狙击手，若干条街道在狙击手的威胁下变得相当危险，在这些道路边常能见到写有“小心，狙击手！”的牌子。连接机场与市区的波斯尼亚之龙大街，以“狙击手之巷”闻名。在试图突破封锁时被狙击手杀害的鲍斯高·布杰和埃美亚·伊斯美，因媒体的广泛报道被称为薩拉熱窩的羅密歐與茱麗葉，成为了围城期间暴行的象征之一。

## 作品

### 電子遊戲
由波蘭遊戲公司11 bit studios於2014年開發的獨立遊戲《这是我的战争》，作品背景設定於稍作架空過的塞拉耶佛圍城戰。

## 外部連結
- SA92.BA: Sarajevo 1992. – 1996. photo gallery
- Final report of the United Nations Commission of Experts on the Siege of Sarajevo
- "Remember Sarajevo" by Roger M. Richards （页面存档备份，存于）, is an eBook of photographs and text from the siege of Sarajevo.

43°50′51″N 18°21′23″E / 43.8476°N 18.3564°E